# BTK Bank
 (janvier 2024).
L'article doit être relu — et modifié si nécessaire — par des contributeurs indépendants pour apporter un regard critique aux contributions effectuées en violation des conditions d'utilisation de Wikipédia, tant sur la forme (notamment concernant le style encyclopédique, la proportionnalité) que sur le fond (la neutralité de point de vue, la qualité et l'indépendance des sources).
La BTK Bank (arabe : البنك التونسي الكويتي) ou BTK, fondée en 1980 sous le nom originel de Banque tuniso-koweïtienne de développement (BTKD) puis simplement appelée Banque tuniso-koweïtienne à partir de 2007, est une banque universelle dont le siège se trouve à Tunis. Si elle est, à l'origine, détenue à parts égales par la Tunisie et le Koweït, son capital social est désormais détenu à hauteur de 60 % par le groupe Elloumi.
Le groupe de la BTK compte dix filiales organisées autour de deux pôles : un pôle financier, qui regroupe six filiales dans le conseil et l'intermédiation financière, le crédit-bail, ainsi qu'une société d'investissement à capital fixe, une société d'investissement à capital risque et une société d'investissement à capital variable, et un pôle immobilier et touristique.

## Histoire

### Lancement et développement
La BTKD est créée le 29 octobre 1980 à la suite de la signature d'une convention bilatérale entre la Tunisie et le Koweït. Les activités bancaires démarrent l'année suivante.
En 1997, l'agence de notation Standard & Poor's attribue une note de BB+ à la BTKD.
En mai 2004, la BTKD passe du statut de banque de développement à celui de banque universelle.
En 2006, la BTKD réalise un produit net bancaire de 16,5 millions de dinars. Elle se convertit également en banque universelle.
En janvier 2007, la banque change de nom et devient la Banque tuniso-koweïtienne.

### Rachat par le GCE (devenu BPCE)
En juin 2007, la banque cherche un nouveau propriétaire, une vente qui intéresse beaucoup de groupes bancaires internationaux car elle donnera le droit à son futur acquéreur d'exercer en Tunisie, le pays ne délivrant plus de nouveaux agréments.
Le 23 octobre, les deux États actionnaires cèdent 60 % du capital de la banque au groupe Caisse d'épargne, via son pôle de banque commerciale à l'international (Financière OCEOR), pour le montant de 300 millions de dinars. L'offre la plus élevée des autres prétendants à ce rachat ne dépasse pas les 134 millions de dinars. La Tunisie et le Koweït préservent chacun 20 % sur les 40 % restant. À la suite de cette acquisition, la banque annonce l'ouverture de trente nouvelles agences dans le pays (elle n'en possédait alors que quatre). À l'issue de ce changement de propriétaire, Charles Milhaud (déjà président du GCE) est nommé président et Mutlaq Moubarak Al Sanaa (issu de la Kuwait Investment Authority) vice-président.
En mai 2008, le GCE lance un partenariat avec la BTK pour proposer aux Tunisiens résidant en France de transférer des fonds de la France vers la Tunisie à un coût avantageux, souhaitant ainsi prendre une part du gâteau des deux milliards de dinars transférés chaque année de la France vers la Tunisie de manière plus ou moins informelle.
En 2009, avec le rapprochement des groupes Banque populaire et Caisse d'épargne, la BTK devient une filiale de la BPCE.
En 2017, le capital est augmenté de 100 à 200 millions de dinars.

### Rachat par le groupe Elloumi
Le 17 août 2021, le groupe Elloumi acquiert 60 % du capital de la BTK Bank,,.

## Capital social
Le capital social de la BTK Bank, qui s'élève en 2024 à 200 000 000 dinars, est détenu à hauteur de 60 % par le groupe Elloumi, les 40 % restants étant détenus à égalité par l'État tunisien et la Kuwait Investment Authority.

## Filiales
Pour garantir la couverture de l'ensemble des besoins de sa clientèle, la BTK Bank se dote de filiales financières et immobilières.

### Finances
- BTK Conseil : société de conseil et d'intermédiation financière[16],[17] ;
- BTK Leasing & Factoring : société de crédit-bail mobilier et immobilier[18],[19],[20] ;
- BTK Finance : société de recouvrement des créances ;
- BTK Sicav : société d'investissement à capital variable ;
- BTK Capital : société d'investissement à capital risque ;
- BTK Invest Holding : société d'investissement à capital fixe[21].

### Immobilier
- STPI : promotion des pôles immobiliers et industriels[22] ;
- MEDAI : aménagement industriel.

## Direction
- Lassaad Ben Romdhane : directeur général[23],[24] ;
- Conseil d'administration[25] :
  - Président : Faouzi Elloumi
  - Vice-président : Hichem Elloumi
  - Vice-présidente : Selma Elloumi
  - Administrateur indépendant : Taoufik Baccar